# 新潟県道145号分水停車場線
新潟県道145号分水停車場線（にいがたけんどう145ごう ぶんすいていしゃじょうせん）は、新潟県燕市内を通る一般県道である。

## 概要

### 路線データ
- 起点：分水停車場（新潟県燕市分水桜町1丁目）
- 終点：新潟県燕市地蔵堂本町2丁目（新潟県道374号五千石巻新潟線交点）

## 地理

### 通過する自治体
- 新潟県燕市

### 接続する道路
- 燕市道（起点：燕市分水桜町1丁目、分水駅前）
- 新潟県道374号五千石巻新潟線（終点：燕市地蔵堂本町2丁目）

### 周辺
- JR越後線 分水駅
- 燕・弥彦総合事務組合消防本部 分水消防署
- 燕市立吉田小学校
- 第四北越銀行 分水中央支店
- 第四北越銀行 分水支店
- 新潟大栄信用組合 本店
- JA越後中央 分水支店
- 分水郵便局
- 大河津分水路